# Asamblea Popular de Abjasia
La Asamblea Popular de Abjasia (en abjasio: Аԥсны Жәлар Реизара – Апарламент; en georgiano: აფხაზეთის ე.წ რესპუბლიკის სახალხო კრება; en ruso: Народное Собрание – Парламент Республики Абхазия) o parlamento de Abjasia es el órgano legislador en la parcialmente reconocida República de Abjasia, de iure es la República Autónoma de Abjasia de Georgia.
Es unicameral y cuenta con 35 miembros, conocidos como diputados. Todos los miembros del Parlamento son elegidos por cinco años en circunscripciones uninominales y cualquier ciudadano de Abjasia que haya cumplido 25 años y tenga derecho a votar puede convertirse en diputado. 

## Posición del Consejo

### Asignación de escaños
Para obtener un mandato parlamentario, un candidato debe recibir más del 50% de los votos emitidos en su circunscripción. Si ningún candidato logra la mayoría requerida en un distrito electoral, se lleva a cabo una segunda vuelta en la que se presentan a la reelección los dos candidatos que obtuvieron el mayor número de votos.
El 30 de julio de 2015, el Parlamento no aprobó una enmienda constitucional que aumentaba el número de miembros a 45 e introducía un sistema electoral mixto. La propuesta fue apoyada por 19 diputados, cuatro menos que la mayoría necesaria de dos tercios (cinco diputados votaron en contra y cuatro se abstuvieron).Una crítica común a la composición del parlamento es que las minorías nacionales (principalmente rusos, georgianos y armenios) no están representadas de acuerdo con su proporción demográfica en la población de Abjasia.

### Composiciones históricas

2012-2017
2022-2027

## Presidentes de la Asamblea Popular de Abjasia
| Nombre          | Periodo                                 |
| --------------- | --------------------------------------- |
| Sokrat Yinyolia | 1996-3 de abril de 2002                 |
| Nugsar Ashuba   | 3 de abril de 2002-30 de marzo de 2012  |
| Valeri Bganba   | 3 de abril de 2012-12 de abril de 2017  |
| Valeri Kvarchia | 12 de abril de 2017-12 de abril de 2022 |
| Lasha Ashuba    | 12 de abril de 2022-hoy                 |